# Бордовский, Геннадий Алексеевич
Генна́дий Алексе́евич Бордо́вский (род. 10 марта 1941, село Куяган, Алтайский край) — советский и российский учёный в области физики полупроводников и диэлектриков, создатель нового научного направления «Полупроводники с позиционной неупорядоченностью решетки», доктор физико-математических наук (1986), профессор (1987), педагог. Ректор РГПУ им. А. И. Герцена (1986—2011), Президент РГПУ с 2011 года. Академик АПН СССР (РАО) с 1989 года, в октябре 2013 года избран вице-президентом Российской академии образования (РАО).

## Биография
Геннадий Бордовский окончил факультет физики ЛГПИ им. А. И. Герцена в 1963 году по специальности «физика, электротехника и машиноведение». С 1965 года по 1968 год учился в аспирантуре ЛГПИ на кафедре физической электроники.
Работал ассистентом, старшим научным сотрудником (1968—1969), начальником научно-исследовательского сектора (1969—1972), доцентом кафедры физической электроники (1972—1976), проректором ЛГПИ по учебной работе (1976—1986).
В 1986—2011 годах — ректор Ленинградского государственного педагогического института (с 1991 года Российский государственный педагогический университет имени А. И. Герцена).
С 1989 года — действительный член Академии педагогических наук СССР. В 1992 году стал академиком-учредителем Российской академии образования (РАО) и председателем её Северо-Западного отделения.
В марте 2011 года стал первым президентом РГПУ им. А. И. Герцена. В октябре 2013 года избран вице-президентом РАО.
Председатель Экспертного совета по вопросам воспроизводства научно-педагогических кадров в системе образования при Комитете Государственной Думы РФ по образованию, Член Общественного совета Санкт-Петербурга, член Президиума экспертного совета при Законодательном собрании Ленинградской области, член Комиссии по помилованию осуждённых по Санкт-Петербургу и Ленинградской области.
Супруга — академик РАО Н. В. Бордовская (род. 1952); есть дочь Ольга (род. 1965).

## Награды и звания
Имеет государственные награды СССР и России: ордена «За заслуги перед Отечеством» IV степени (1998), Дружбы (2011), «Знак Почёта» (1985), награды общественных организаций: орден Петра Великого III степени, «Орден «Звезда Вернадского»» I степени, и награды Русской православной церкви: орден святителя Иннокентия. Кроме этого, награждён несколькими ведомственными и юбилейными медалями, благодарностями. Награды международного уровня: Почётная грамота Министерства иностранных дел Японии «За вклад в интернационализацию образования» (2012), медаль Ассоциации ректоров педагогических университетов Европы «За значительный вклад в развитие идей объединения Европы» (2013), медаль Польской Народной Республики «За братскую помощь».
Заслуженный деятель науки Российской Федерации, почётный работник высшего профессионального образования Российской Федерации.
Почётный доктор ряда российских и зарубежных университетов, лауреат Премии Президента Российской Федерации в области образования (2003), лауреат Премии Правительства Российской Федерации в области образования (2008), лауреат премии Правительства Санкт-Петербурга по качеству (2009), лауреат Премии Правительства Санкт-Петербурга за выдающиеся достижения в области высшего и среднего профессионального образования (2010). Почётный доктор Новгородского государственного университета им. Ярослава Мудрого (1999 год).

## Санкции
6 марта 2022 года после вторжения России на Украину подписал письмо в поддержу российской агрессии. С 9 июня 2022 года находится под персональными санкциями Украины за поддержку войны. Также был внесён ФБК в список коррупционеров и разжигателей войны за поддержку нападения на Украину, 16 марта 2022 года форумом свободной России внесён в санкционный «Список Путина» с предложением введения против него международных санкций.

## Научная деятельность
Разработал технологию синтеза, провел комплексное изучение ряда новых высокоомных фоточувствительных полупроводников, внес большой вклад в развитие теории термостимулированных явлений в высокоомных фотопроводящих материалах.
Создал две научные школы: в области физики высокоомных полупроводников и в области высшего профессионального образования.
По его инициативе и при активном участии были открыты Международный институт образовательных инноваций, кафедра ЮНЕСКО РГПУ имени А. И. Герцена, Санкт-Петербургская высшая школа перевода. Сформирован ряд научных школ и направлений. Созданы Научно-исследовательский институт общего образования, Научно-исследовательский институт непрерывного педагогического образования, Научно-исследовательский институт физики.
Признанный ученый в области проблем высшего профессионального образования, активный участник модернизации российского педагогического образования.
В 1992 году возглавил созданное по его инициативе на базе РГПУ имени А. И. Герцена Учебно-методическое объединение педагогических вузов России по общим проблемам педагогического образования (в настоящее время — УМО Министерства образования и науки РФ по направлениям педагогического образования).
Сформулированные им идеи развития педагогического образования в условиях реформируемого государства легли в основу нового научного направления многоуровневой системы непрерывного педагогического образования, в рамках которого удалось реализовать на практике идею современного педагогического университета.

### Книги
Автор более 550 научных и научно-методических работ, среди которых монографии, учебные пособия, изобретения и статьи.
Из них зарубежных:
по данным картотеки «Труды сотрудников» — 74
по данным SCOPUS — 61
В ведущих российских научных журналах — 96 (по данным с 2001 г. — 41)
- Бордовский Г. А. Информатика в понятиях и терминах. Монография. — М.: Просвещение, 1991.
- Бордовский Г. А., Гороховатский Ю. А. Термоактивационная токовая спектроскопия высокоомных полупроводников и диэлектриков. Монография. — М.: Наука, 1991.
- Бордовский Г. А., Извозчиков В. А. Естественно-неупорядоченный полупроводниковый кристалл. Монография. — СПб.: Образование, 1997.
- Бордовский Г. А. Управление качеством образовательного процесса. Монография. — СПб.: Изд-во РГПУ им. А. И. Герцена, 2001 (в соавторстве).
- Бордовский Г. А., Бурсиан Э. В. Общая физика: курс лекций с компьютерной поддержкой. Учеб. пособие для вузов в 2 т.- М.: Владос-Пресс, 2001.
- Бордовский Г. А. Физические основы естествознания. Учебное пособие для вузов. — М: Дрофа, 2004.
- Бордовский Г. А. Курс физики. Учебник для студентов высш.учеб.заведений: в 3-х томах. — М.: Высшая школа, 2004 — Кн.1,2(в соавторстве).
- Бордовский Г. А. Физические основы математического моделирования. Монография. — М.: Академия, 2005(в соавторстве).
- Бордовский Г. А. Педагогический университет XXI века. Монография. — СПб: Изд-во РГПУ им. А. И. Герцена, 2011.